# Меркурий (госпитальное судно)
«Меркурий» — парусное госпитальное судно Балтийского флота Российской империи, участник Русско-шведской войны 1788—1790 годов. Госпитальное судно специальной постройки.

## История службы
Госпитальное судно «Меркурий» было захвачено 14 (25) августа 1789 года у шведов в первом Роченсальмском сражении и включено в состав Балтийского флота России.
Принимал участие в Русско-шведской войне 1788—1790 годов. В 1790 году входило в состав эскадры вице-адмирала Т. Г. Козлянинова и принимало с судов эскадры раненых и больных моряков во время боевых действий в Выборгском заливе. В 1793 году и с 1798 по 1803 год выходило в практические плавания в шхеры в составе гребной флотилии. В 1794 году совершало плавания по портам Финского и Рижского заливов, а также ходило Мемель. В июне 1795 года покинуло Роченсальм и, присоединившись к эскадре вице-адмирала П. И. Ханыкова, которая держала курс в Англию, 1 (12) июля пришло в Копенгаген. В Копенгагене на борт «Меркурия» погрузились больные с судов эскадры и он ушёл в Кронштадт.
Госпитальное судно «Меркурия» было разобрано в Роченсальме в 1804 году.

## Командиры судна
Командирами судна «Меркурий» в составе российского флота в разное время служили:
- А. С. Котельников (1790 год);
- Н. Ф. Воинов (1793 год);
- С. М. Китаев (до июня 1794 года);
- К. К. фон Гепгард (с июня 1794 года);
- А. Т. Быченский (1795 год);
- А. Г. Перелешин (1798 год);
- С. П. Тархов (1803 год).